# Crematogaster rochai
Crematogaster rochai es una especie de hormiga acróbata del género Crematogaster, categorizada en la tribu Crematogastrini, de la subfamilia Myrmicinae. Fue descrita por Forel en 1903.

## Distribución
Se distribuye por América: Argentina, Bolivia, Brasil, Colombia, Costa Rica, Ecuador, El Salvador, Guayana Francesa, Guatemala, Guyana, Honduras, México, Nicaragua, Panamá, Paraguay, Perú y Venezuela.

## Hábitat
Habita en el bosque seco tropical y lluvioso, pastizales, sobre la vegetación, en bosque seco de segundo crecimiento, troncos de árboles y nidos. Se ha encontrado a elevaciones de 2-2200 m s. n. m.